# Базельський музей античності
Базельський музей античності та Зібрання Людвига (нім. Antikenmuseum Basel und Sammlung Ludwig) — історичний музей в Базелі, присвячений античному мистецтву і культурі. Заснований в 1961 р. завдяки пожертвам меценатів, відкрився в 1966 р., є наймолодшим з державних музеїв Базеля. Розташований навпроти Художнього музею Базеля.

## Колекція
Основу музейної колекції становить зібрання старожитностей, придбане містом у сім'ї Амербахів, так званий «Кабінет Амербахів». В музеї представлені експонати древньоєгипетського, древньогрецького, етрусського, древньоримського мистецтв та мистецтва Близького Сходу.
Значне місце займає зібрання древньогрецьких амфор з художніми розписами на різні теми. Одною з жемчужин колекції є шоломи кінця VI — початку V ст. до н. е. апуло-коринфського типу з прикрасами, що отримали серед фахівців назву антен. Крім того, заслуговують на увагу шоломи італійсько-халкидського типу III ст. до н. е. з антенами у вигляді крил.
До складу колекції входить скульптурний зал, де демонструються гіпсові копії античних скульптур. В 1981 р. Петер Людвиг передав в дар музею свою колекцію, через що в 1986 р. офіційна назва музею змінилася.

## Галерея

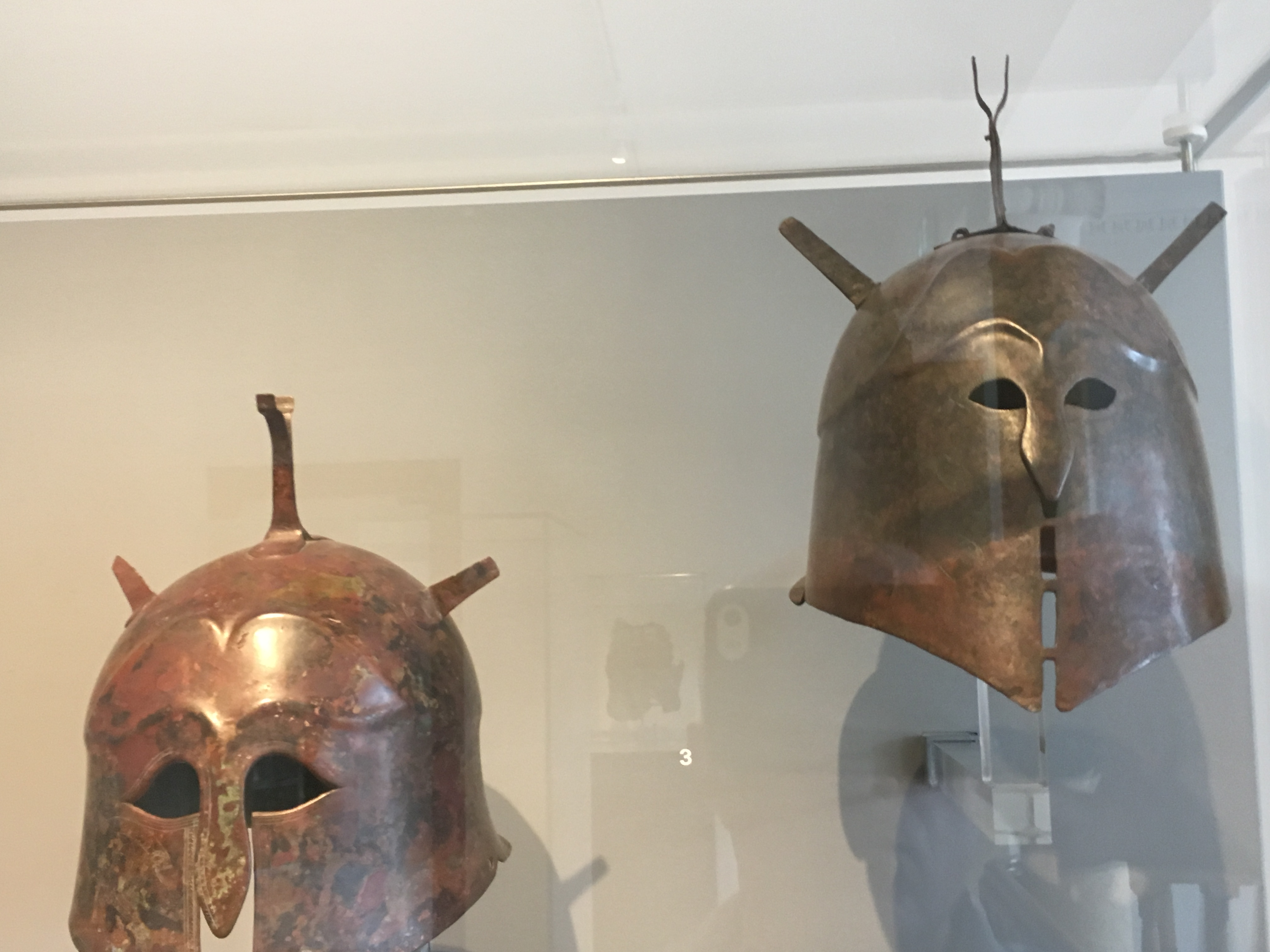
Шоломи апуло-коринфського типу з антенами[2] в Музеї античності Базеля
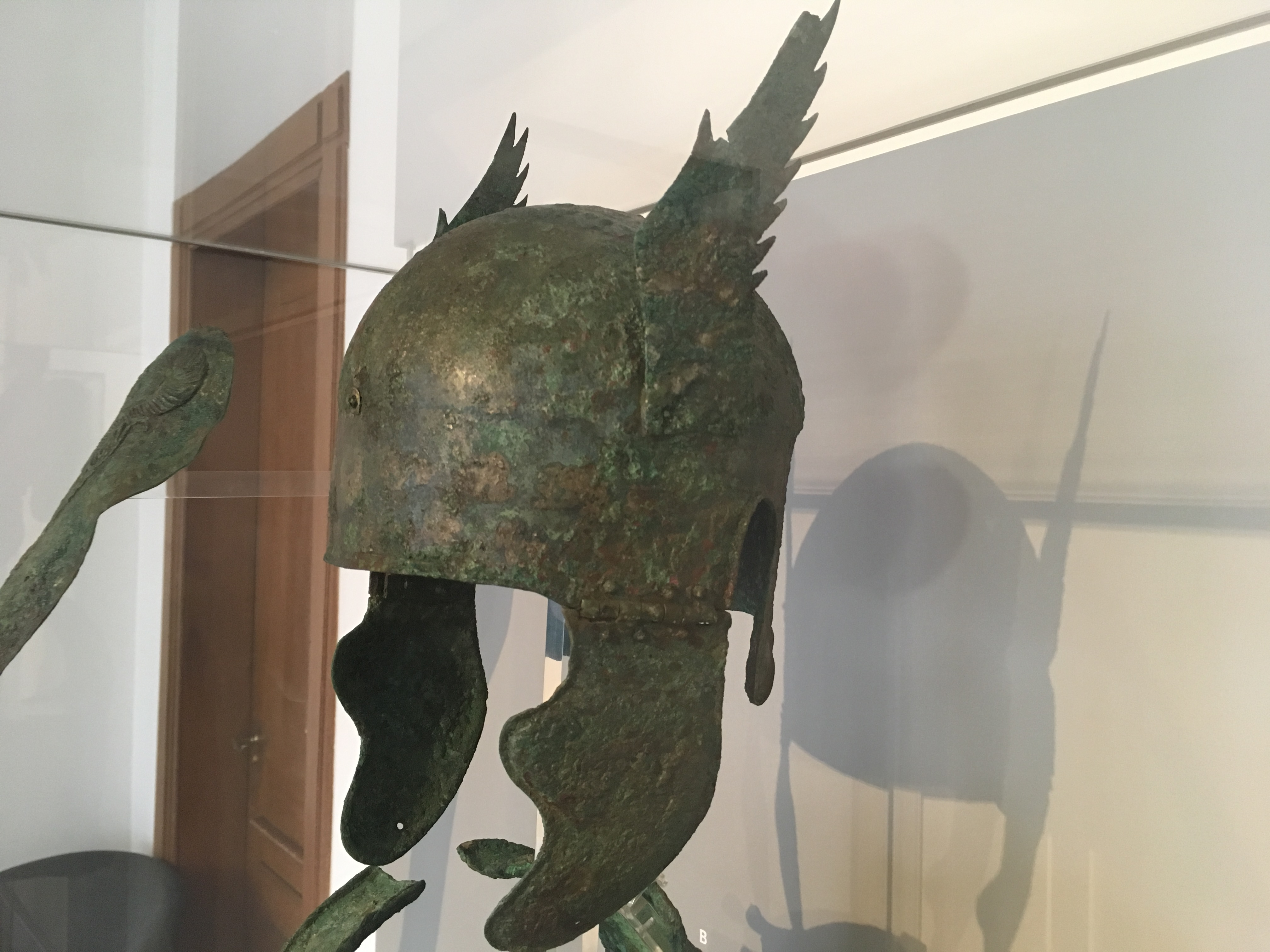
Шолом з антенами[2] у вигляді крил в Музеї античності Базеля
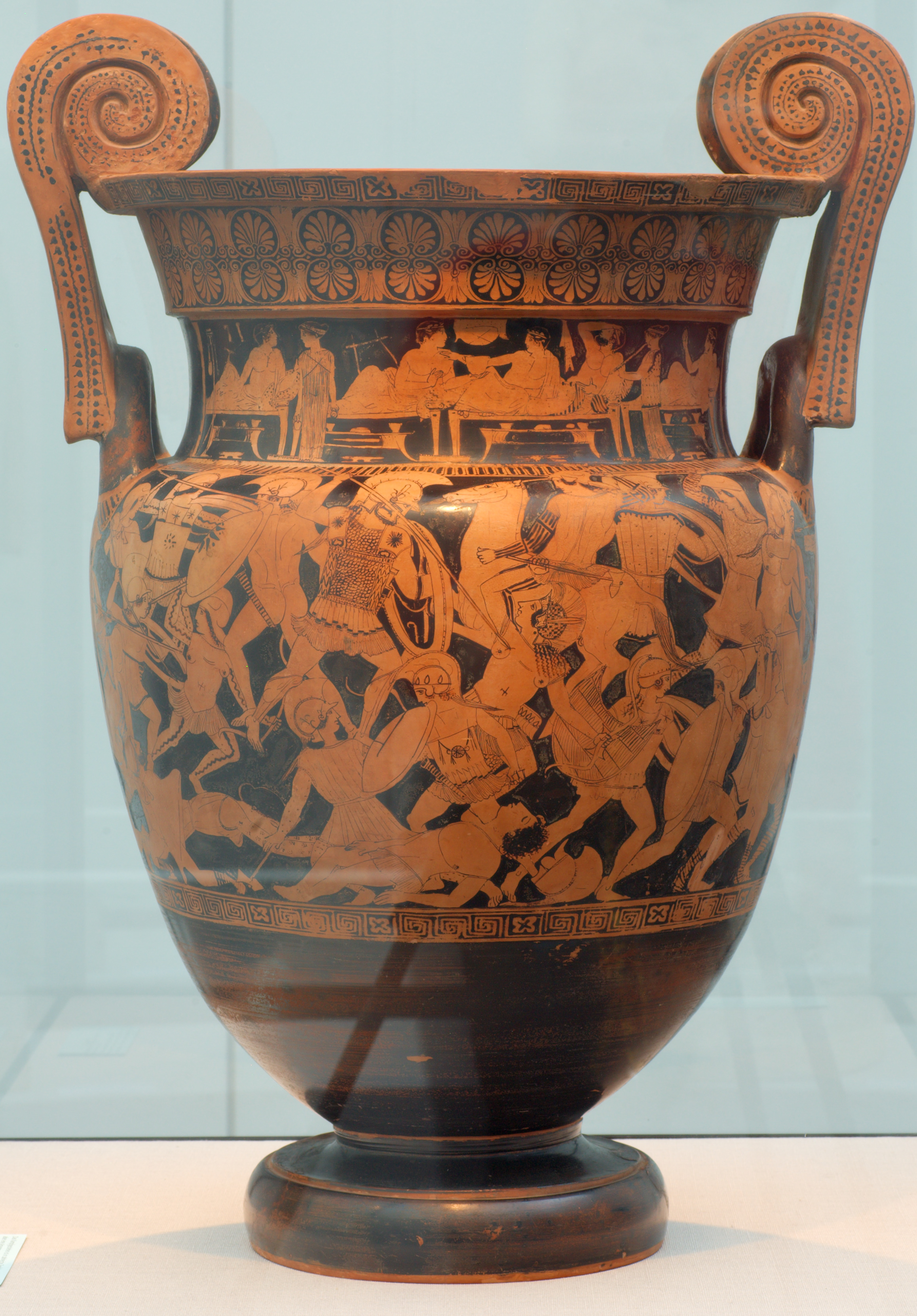
Ваза 450 р. до н.е. з сюжетом про битву з амазонками